# Ахмедкент
Ахмедке́нт (кайт. Ахӏмадла шши, дарг. ГIяхIмалаша) — село в Кайтагском районе Дагестана. Административный центр Сельсовета Ахмедкентский.

## География
Село Ахмедкент расположено  на высоте 561 м над уровнем моря. Ближайшие населенные пункты — Маджалис, Санчи.

## История
Даргинцы называют село «ГIяхIмалаша» («ГIяхIмадла ши»), что переводится на русский язык как «Селение Ахмада». По рассказам старейшин села, его основал один из арабов-курайшитов, которого звали Гlяхlмад (Ахмад). Основание села связано с источником воды, который находился в этом селе. Когда оно возникло, определить трудно в связи с отсутствием каких-либо документов. Можно предположить, что село существовало уже в XIll веке, а может быть, и ещё раньше.
Следы развалин старого села наблюдаются в местечке АлилацIурила хьаре, Дурхъа пир и Мисхъре. Следы древних захоронений наблюдаются в разных частях территории сельских земель и точно определить что они принадлежат одному или нескольким сёлам не возможно.
В конце XIX века в Ахмедкенте было около 100 дворов. Сельчане, в основном, занимались земледелием, скотоводством и садоводством. Земля была в частной собственности. Средний крестьянский двор занимал площадь 1 — 1.2 гектара земли (5—7 дярхIянна хъу). Кроме того, имелись сенокосные участки (1—2 урклела мура).
Много труда вкладывалось сельчанами на сенокосных работах, при обработке пахотных земель, садовых участков (балтIа). Из-за земли часто происходили споры, которые нередко заканчивались кровопролитием.
С февраля 1774 года по 27 июня 1774 года в Ахмедкенте в плену находился немецкий путешественник и натуралист на русской службе, академик Императорской Академии наук Самуил Готлиб Гмелин (1744—1774). В июне 1772 года Гмелин выехал морем из Астрахани в Персию, в сопровождении нескольких помощников и военной команды из 40 человек. Осмотрев восточный берег моря до Энзели, Гмелин намеревался сухим путём пройти в Кизляр. Выехав из Дербента, был взят в заложники кайтагским уцмием Амир-Хамзой. От болезней и тяжести заключения в плену академик Самуил Готлиб Гмелин скончался 27 июня 1774 года в Ахмедкенте, похоронен в с. Каякент (Каякентский район).

## Население
| 1869 | 1888  | 1895  | 1926 | 1939 | 1970 | 1989 |
| ---- | ----- | ----- | ---- | ---- | ---- | ---- |
| 145  | ↗615  | ↘613  | ↗715 | ↘596 | ↘587 | ↗776 |
| 2002 | 2010  | 2021  |      |      |      |      |
| ↗857 | ↗1023 | ↗1026 |      |      |      |      |

## Известные уроженцы
- Камбулатов, Гаджимагомед Казиевич (1892—????) — Герой Социалистического труда (8 мая 1948), звеньевой Меркенского свеклосовхоза Министерства пищевой промышленности СССР, Меркенский район Джамбулской области[14][15]
- Камбулатов, Гаджи Магомедович (1940—1991) — дагестанский художник[16]
- Камбулатов, Мухтар Гаджиевич (1966) — дагестанский живописец[17], Народный художник Дагестана (2018)
- Чупанов, Гапиз Исаевич (1901—????) — Герой Социалистического труда (8 мая 1948), бригадир полеводческой бригады Меркенского свеклосовхоза Министерства пищевой промышленности СССР, Меркенский район Джамбулской области[14][18]